# Open Source Cinema
Open Source Cinema é um projeto criado por Brett Gayle e disponibilizado online em versão beta desde 2004. Trata-se de um website colaborativo, um aplicativo que reúne ferramentas que possibilitam aos usuários criar vídeos online, remixar mídia existente em seus computadores ou provenientes de outros lugares, como Youtube ou Flickr. O site proporciona também a criação de redes sociais, através de mensagens, comentários ou remixagens, ou mesmo participando em projetos criados por outros usuários.
O projeto teve início em 2004, com o intuito de possiblitar a produção do "primeiro documentário open source do mundo", de acordo com Brett Gaylor. O site foi a forma encontrada por Gaylor para permitir que o público colaborasse com a produção do documentário RIP!: A Remix Manifesto, (então chamado de Basement Tapes); através do Open Source Cinema, era possível contribuir com vídeos, imagens e músicas, e/ou baixar o material disponível e remixá-lo da maneira que se desejasse.
Graças ao grande sucesso do primeiro projeto, oficialmente lançado em novembro de 2008, o site foi reelaborado, ganhou novas ferramentas e foi reestruturado para facilitar a colaboração e hospedar novos projetos.
Atualmente, hospeda 5 projetos:
- RIP!: a Remix Manifesto
- Preempting Dissent—Open sourcing Secrecy
- Sounds Like a Revolution
- Turcot
- Homless Nation 2010

O Open Source Cinema, assim como os projetos que hospeda, segue a linha da Cultura do Remix, que prima pela liberdade de criação e defende o domínio público como sendo um espaço para troca de idéias e a garantia de continuidade da criação cultural.